# La Guardia (Toledo)
La Guardia ist eine zentralspanische Gemeinde mit 2.163 Einwohnern (Stand 1. Januar 2022) in der Provinz Toledo der Region Kastilien-La Mancha. 

## Lage und Klima
La Guardia liegt im Norden der historischen Landschaft der La Mancha ca. 60 km (Fahrtstrecke) ostsüdöstlich der Stadt Toledo in einer Höhe von ca. 705 m. Durch die Gemeinde führt die Autovía A-4.
Das Klima im Winter ist rau, im Sommer dagegen trocken und warm; der spärliche Regen (ca. 417 mm/Jahr) fällt überwiegend in den Wintermonaten.

## Geschichte
1491 kam es in La Guardia zu Judenpogromen (genannt: Santo Niño de La Guardia). Ausgangspunkt war die Verhaftung des Konvertiten Benito García, der beschuldigt wurde, Hostien gestohlen zu haben. Dieser beschuldigte wiederum einen Juden aus La Guardia, „zu judaisieren“, d. h. für den jüdischen Glauben zu werben. Aufgrund falscher Geständnisse wurden schließlich fünf (nach andere Quellen acht) Menschen verbrannt. Es folgte ab 1492 die Vertreibung der Juden aus Spanien.

## Bevölkerungsentwicklung
| Jahr      | 1970 | 1981 | 1991 | 2001 | 2011 | 2021 |
| Einwohner | 2962 | 2446 | 2441 | 2392 | 2422 | 2226 |

## Sehenswürdigkeiten
- Kirche Mariä Himmelfahrt (Iglesia de Nuestra Señora de la Asunción) aus dem 16. Jahrhundert
- alter Konvent
- Kapelle zum heiligen Kind
- Wasserturm
- Rathaus

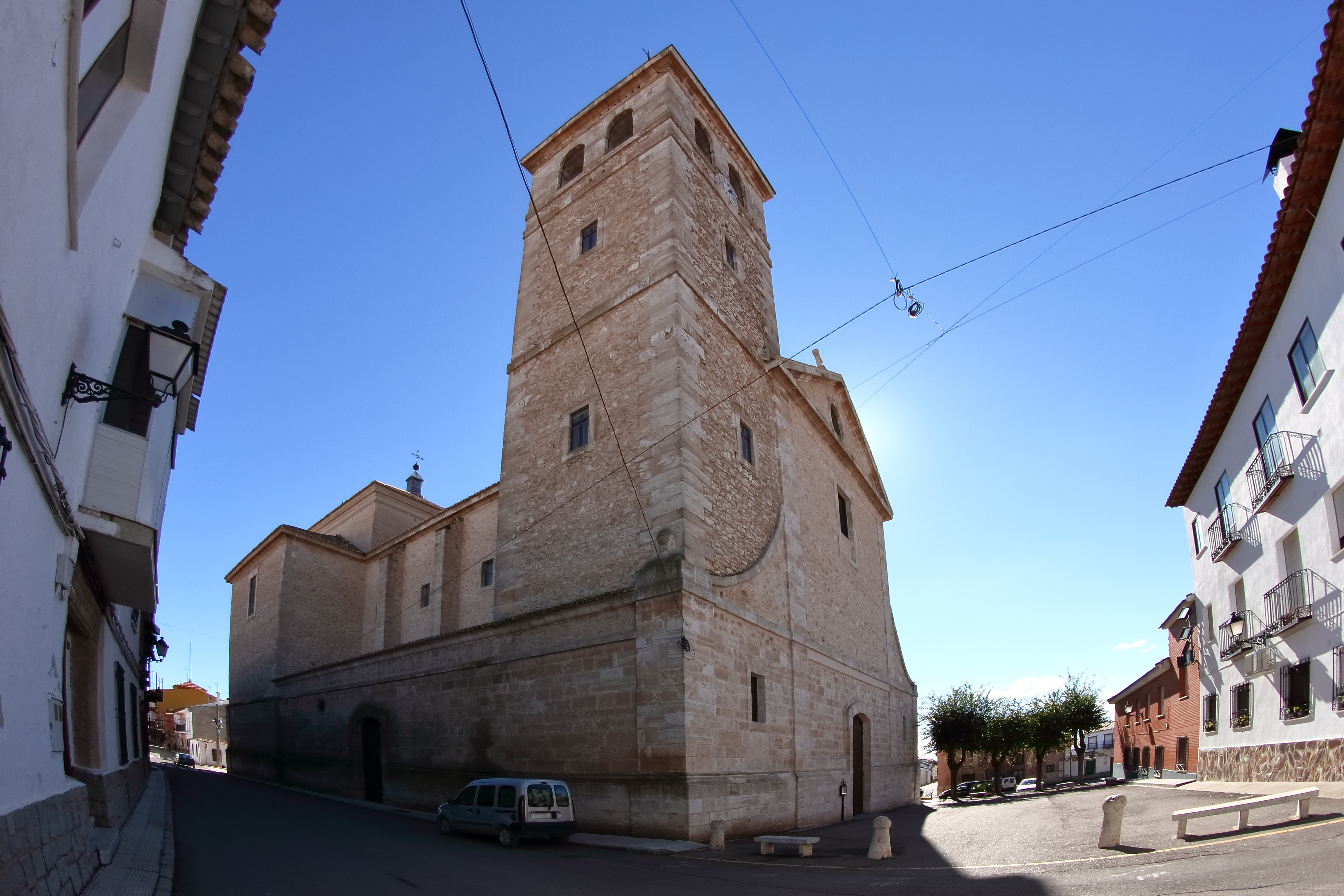
Kirche Mariä Himmelfahrt
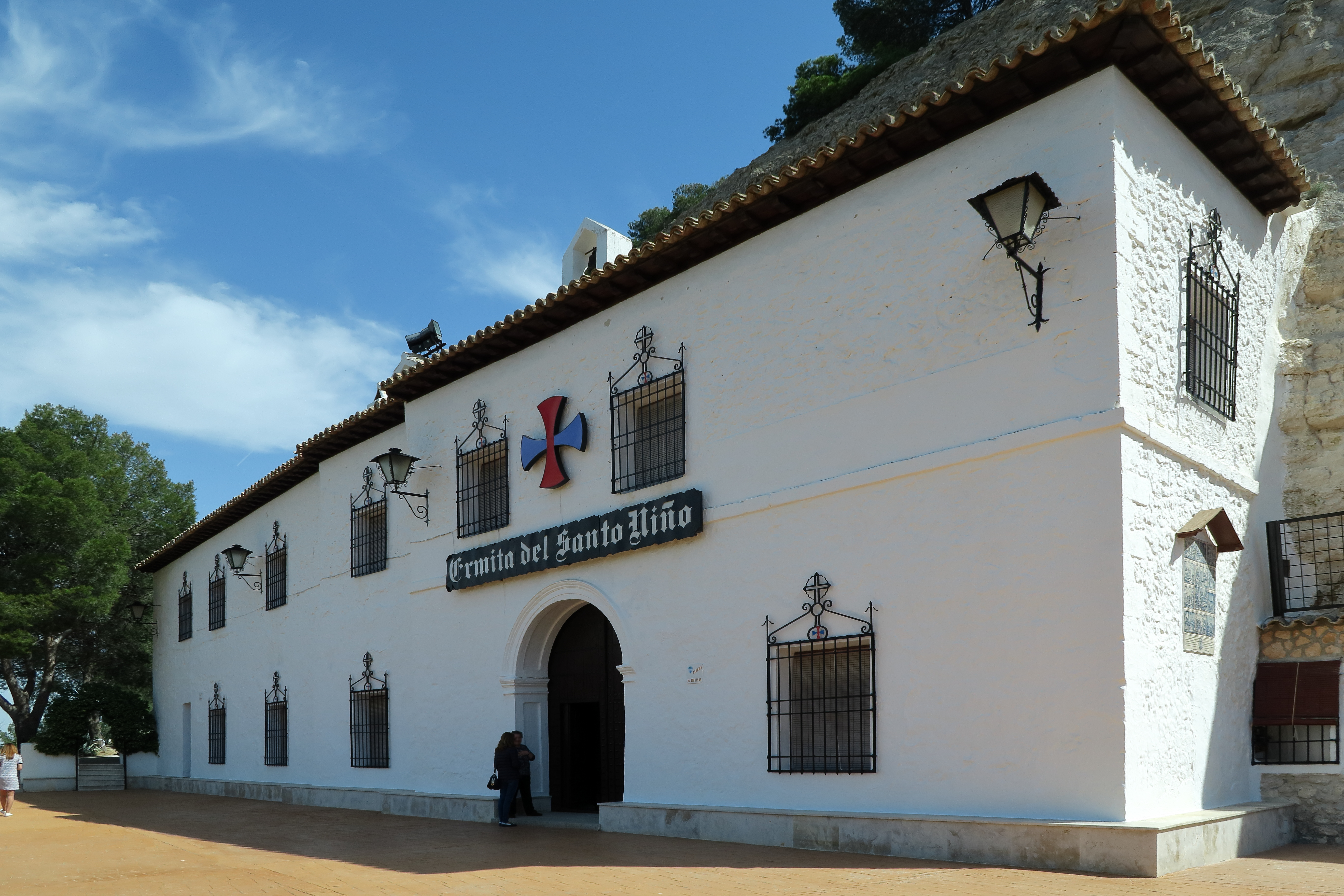
Kapelle zum heiligen Kind
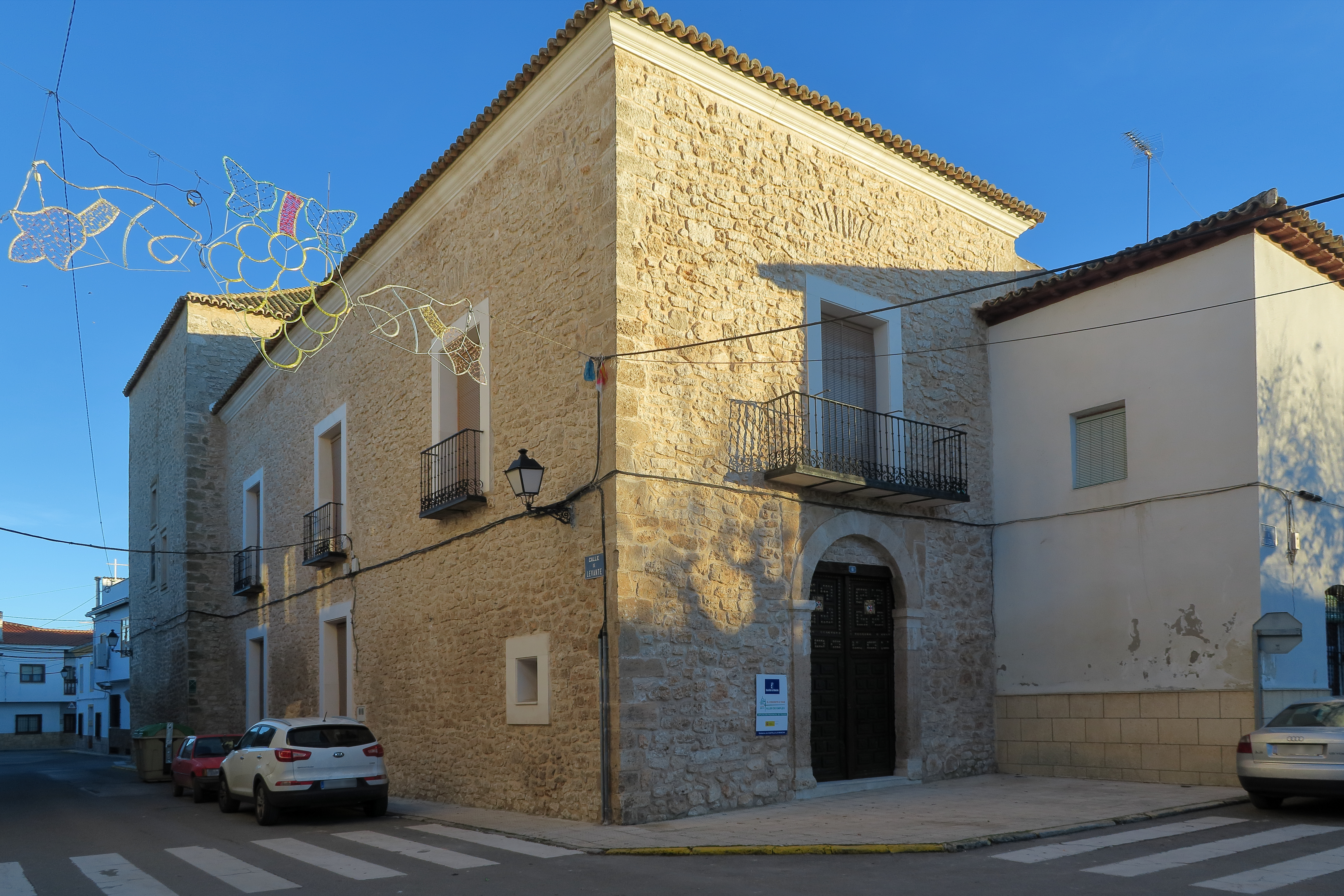
Konvent
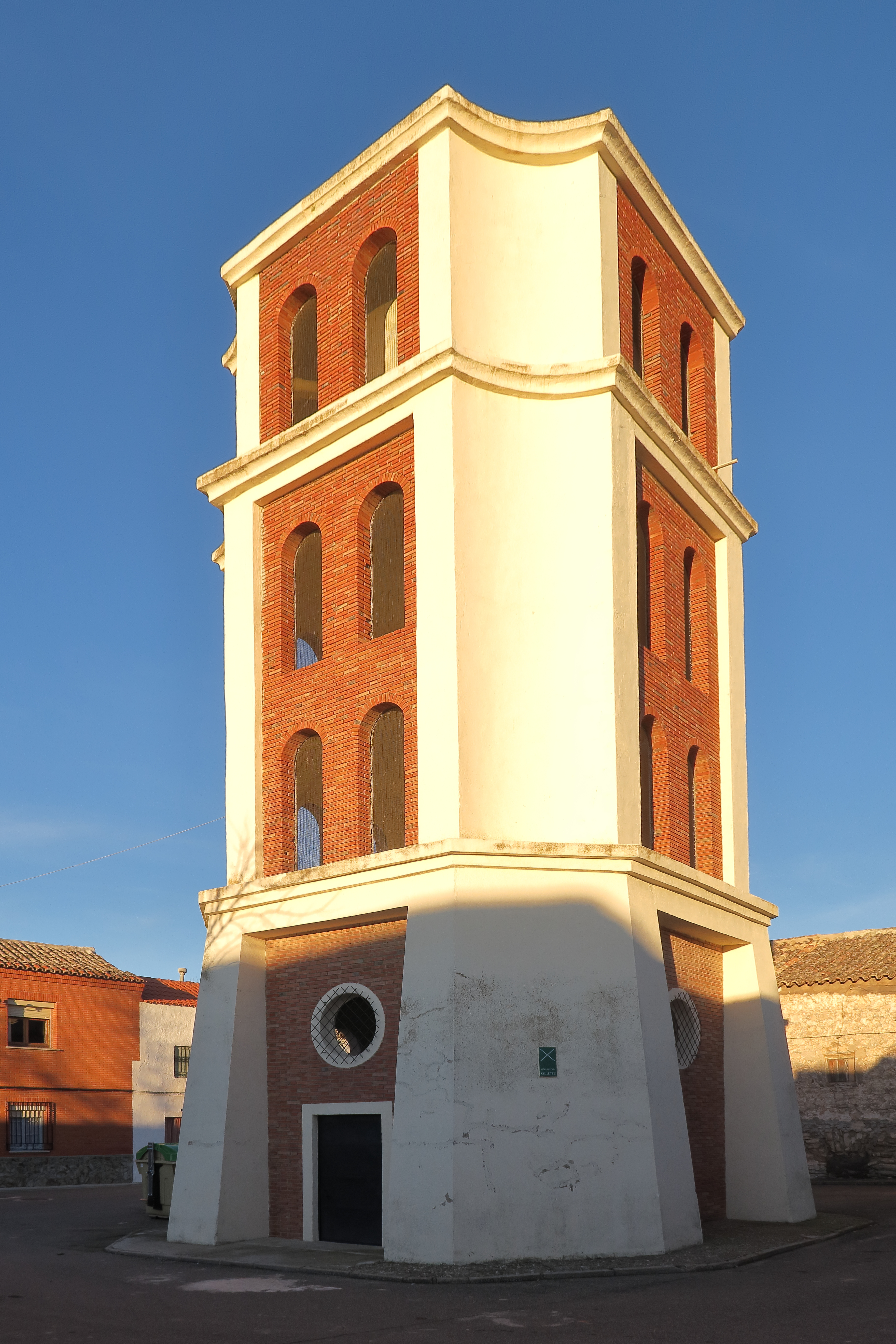
Wasserturm
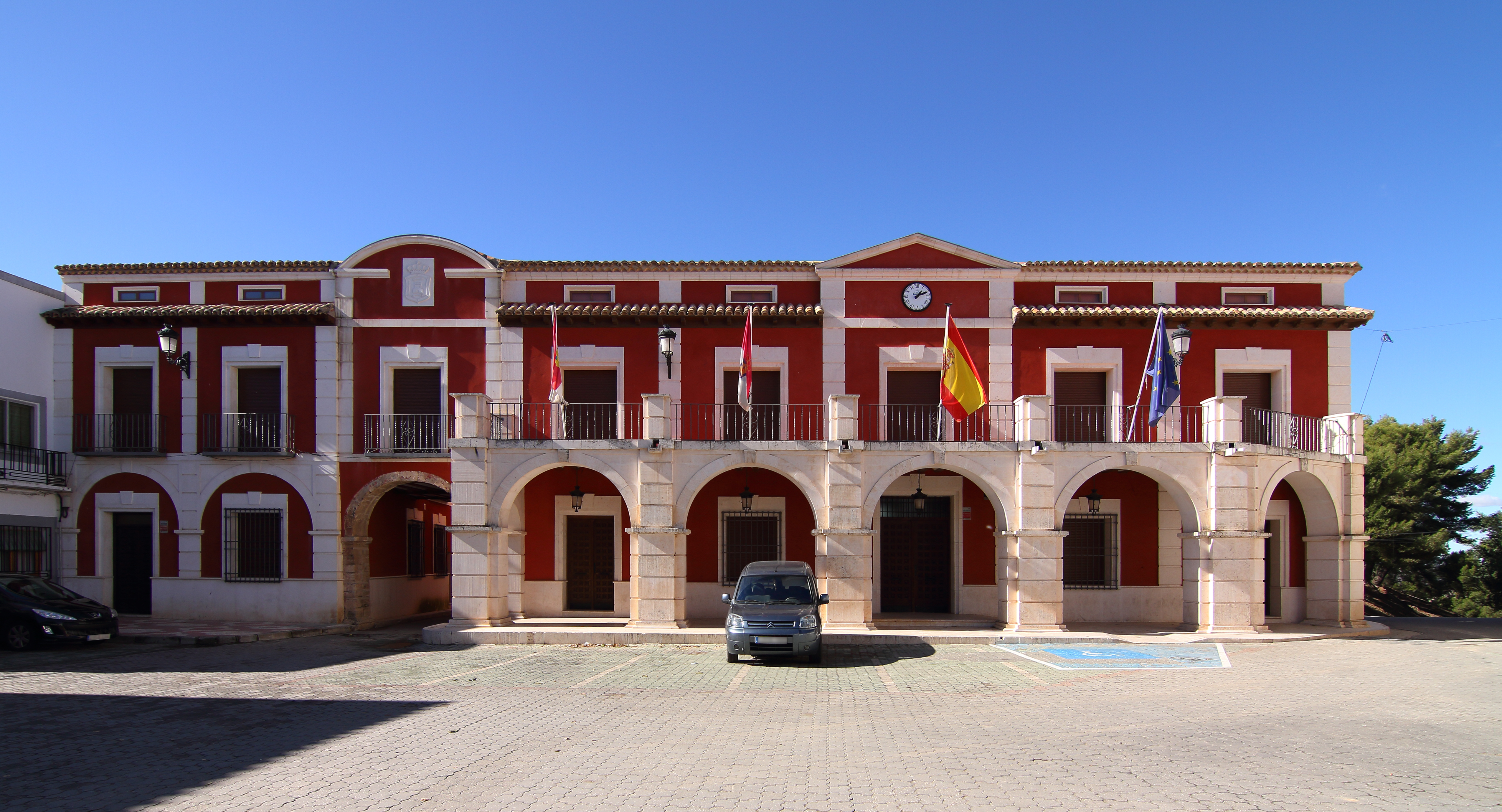
Rathaus